# Florian Bielski
Florian Bielski herbu Jelita – cześnik parnawski w 1766 roku.

## Życiorys
W załączniku do depeszy z 2 października 1767 roku do prezydenta Kolegium Spraw Zagranicznych Imperium Rosyjskiego Nikity Panina, poseł rosyjski Nikołaj Repnin określił go jako posła właściwego dla realizacji rosyjskich planów na sejmie 1767 roku. Poseł województwa lubelskiego na sejm 1767 roku.